# 아름다운 희생
아름다운 희생은 한국에서 제작된 김광주 감독의 1933년 영화이다. 이경선 등이 주연으로 출연하였다.

## 출연

### 주연
- 이경선
- 김선영
- 서월영
- 심영